# Maximilian von Spee
 (octobre 2024).
Si vous disposez d'ouvrages ou d'articles de référence ou si vous connaissez des sites web de qualité traitant du thème abordé ici, merci de compléter l'article en donnant les références utiles à sa vérifiabilité et en les liant à la section « Notes et références ».
Le comte Maximilian von Spee est un Vizeadmiral allemand, né le 22 juin 1861 à Copenhague et mort au combat le 8 décembre 1914 au large des îles Malouines.

## Biographie
Maximilian von Spee s'engage dans la marine impériale allemande en 1878. Durant les années 1887 et 1888, il assure le commandement des ports au Cameroun, alors colonie du Kaiser. Puis il occupe divers postes importants dans l'administration chargée du développement de l'armement, avant d'être nommé chef d'état-major du commandement de la mer du Nord, en 1908 et promu au grade de Konteradmiral en 1910 puis de Vizeadmiral en 1913. En 1912, on le désigne pour prendre la tête de l'escadre d'Extrême-Orient, basée dans la colonie allemande de Tsingtau.
Après la déclaration de guerre, il commence par attaquer le trafic maritime allié, avec succès. Mais sa flotte est menacée, d'abord par la marine australienne, puis après son entrée en guerre, par celle du Japon. Conscient de sa situation précaire, face à deux marines qu'il respecte et qui lui sont supérieures en nombre et en puissance, il décide de déplacer sa zone d'opération vers les côtes du Chili.
Chemin faisant, il tente de débarquer sur l'île française de Tahiti pour s'emparer d'un dépôt de charbon stratégique (la minuscule canonnière française la Zélée, stationnaire de Tahiti, a de plus capturé un charbonnier allemand, le Walküre) mais le commandant de la Zélée, le lieutenant de vaisseau Destremeau organise intelligemment la défense de l'île, incendie le dépôt de charbon et saborde le Walküre, mettant ainsi en échec l'escadre de Von Spee qui repart en ayant gaspillé beaucoup de munitions.
Pendant une escale à l'île de Pâques, après avoir récupéré deux croiseurs légers supplémentaires, il fait route vers Valparaíso et, durant la bataille de Coronel, coule deux croiseurs cuirassés du contre-amiral britannique Cradock, celui-ci trouvant la mort avec 1 650 de ses hommes.
Ce succès scelle cependant la destinée de Spee, car les Britanniques veulent venger l'affront subi et envoient d’importants renforts. Malgré l'ordre de rentrer en Allemagne avec ses navires, il tergiverse : le 8 décembre 1914, alors qu'il s'est enfin mis en route en remontant l'Atlantique sud et qu'il s'apprête à bombarder Port Stanley aux îles Malouines, il a la surprise d'y trouver le vice-amiral Sturdee en train d'y charbonner. Celui-ci commande une flotte nettement supérieure, avec deux croiseurs de bataille, un cuirassé et cinq croiseurs légers. La bataille des Falklands est très inégale et seul le croiseur SMS Dresden peut échapper à la destruction. Spee trouve la mort avec ses deux fils, Otto et Heinrich, lors de la destruction de son navire amiral, le Scharnhorst, qui disparaît avec tout son équipage. Cette défaite sonne le glas de la présence outre-mer de la marine impériale allemande, alors obligée de recourir aux sous-marins et aux navires de commerce camouflés pour mener le conflit.

## Hommages
Plusieurs navires allemands ont porté le nom de Spee en son hommage :
- en 1917, le SMS Graf Spee, croiseur de bataille de la classe Mackensen, qui ne put être achevé avant l'armistice ;
- en 1939, l’Admiral Graf Spee, cuirassé de poche de la classe Deutschland qui, par ironie du sort, a été sabordé dans la zone où Spee trouva la mort[b] ;
- enfin, entre 1959 et 1967, une frégate d'entraînement de la Deutsche Marine, la marine de l’Allemagne de l'Ouest.

## Présence dans des œuvres
- La Ballade de la mer salée, première aventure du marin Corto Maltese, a pour toile de fond la lutte entre l'escadre d'Extrême-Orient et la Royal Navy.